# Girl Meets Rock!
Girl Meets Rock! (ふつうの軽音部, Futsū no Keion-bu) est un manga en ligne créé par Kuwahali publiée à la base sur la plateforme en ligne Jump Rookie! de la Shueisha de janvier à septembre 2023. La série est publiée au Japon depuis septembre 2022 dans le magazine mensuel Shōnen Jump+ de l'éditeur Shueisha. Une nouvelle version du manga a été refaite avec Kuwahali au scénario et Tetsuo Ideuchi au dessin. La série est publiée à partir de janvier 2024 sur la plateforme en ligne Shōnen Jump+ appartenant également à la Shueisha.

## Synopsis
Une nouvelle élève du lycée, Chihiro Hatono, achète sa première guitare électrique et rejoint le club de musique de l'école. Là, elle et la bassiste Rin Koyama forment le groupe « La Cittadella ». Avec un résultat pas très bon, elles se séparent rapidement, comme le font d'autres groupes du club. Après avoir entendu Hatono chanter, Rin pense à former un groupe parfait avec Hatono au chant. Elles recrutent rapidement la batteuse Momo Uchida, dont le propre groupe s'est séparé après que leur bassiste ait été largué par un autre membre du club, Koki Takami, un guitariste et chanteur talentueux et populaire auprès des filles. Afin de jouer un concert en juillet, le groupe de Hatono recrute temporairement Tamaki Nitta, élève de troisième année, comme guitariste de soutien. La performance médiocre de Hatono l'incite à s'entraîner à jouer et à chanter dans le parc Nagai tous les jours pendant les vacances d'été. Lorsque le deuxième semestre commence, le groupe de Hatono recrute la guitariste Ayame Fuji, qui était sur le point de quitter le club après avoir également été larguée par Takami.

## Personnages
Chihiro Hatono (鳩野 ちひろ, Hatono Chihiro)
Il s'agit d'une lycéenne de 15 ans en première année qui se décrit comme introvertie. Après le divorce de ses parents, elle a déménagé de Kawasaki à la préfecture d'Osaka. Bien qu'elle soit complètement débutante en guitare, elle emprunte de l'argent à sa mère pour acheter une Fender Telecaster. Elle rêve d'être guitariste et chanteuse dans un groupe de rock depuis qu'elle est enfant, mais elle a refoulé ce rêve depuis qu'on se moque de sa voix au collège.
Rin Koyama (幸山 厘, Kōyama Rin)
Il s'agit d'une grande étudiante aux cheveux courts de première année. Elle est bassiste et demande à Hatono, qu'elle appelle "Hato-chan", de former un groupe, « La Cittadella ». Après l'avoir secrètement regardée chanter, Rin devient obsédée par la voix d'Hatono, au point de la vénérer comme sa "déesse". Elle élabore de nombreux plans afin de former un nouveau groupe avec les membres parfaits pour la voie de Hatono qui sera la meneuse.
Momo Uchida (内田 桃, Uchida Momo)
Il s'agit d'une étudiante extravertie de première année avec deux tresses dans les cheveux. C'est une batteuse qui se lie d'amitié avec Hatono, qu'elle appelle "Hattocchi", lors de leur premier jour de lycée. Elle forme initialement un trio nommé  « Sound Sleep », mais ils se séparent en juin lorsqu'un membre quitte le club après avoir été largué par Koki Takami. Après avoir entendu Hatono chanter lors d'une séance de karaoké organisée par Rin, Momo décide de rejoindre leur groupe.
Ayame Fuji (藤井 彩目, Fuji Ayame)
Il s'agit d'une guitariste avec une goupe shag, ancienne camarade de classe de Momo à l'école primaire. Ayame était le guitariste du groupe « Protocol » jusqu'à son départ du club après avoir été largué en août par le chanteur de son groupe, Koki Takami.
Koki Takami (鷹見 項希, Takami Koki)
Il s'agit d'un guitariste et chanteur talentueux qui est populaire auprès des filles. Il est le guitariste et chanteur du groupe Protocol. Quelques jours après avoir rompu avec la bassiste de « Sound Sleep », Takami commence à sortir avec sa partenaire du groupe, Ayame Fuji. Il rompt avec elle quelques mois plus tard.

## Production

### Origines
Amateau de manga depuis l'enfance, lors la pandémie de COVID-19, Kuwahali décide d'essayer quelque chose de nouveau. Il a acheté un iPad et a commencé à pratiquer le dessin avant de décider finalement de s'essayer au manga,. Peu sûr de ses compétences, son premier managa était un essai sur sa vie de lycéen qu'il a publié sous forme de feuilleton sur Twitter. Il a ensuite conçu Girl Meets Rock ! car il voulait créer une fiction avec des hauts et de bas dans l'histoire. Le cadre du club de musique a été choisi parce qu'il a eu une expérience personnelle dans un club et a estimé que se concentrer sur un grand nombre de membres du club le différencierait des autres œuvres présentant le même cadre. Kuwahali a formé un groupe à l'université où il était le bassiste, et il joue également de la batterie comme passe-temps. Après avoir publié les trois premiers chapitres sur Twitter, Kuwahali a commencé à les télécharger sur Jump Rookie!, une partie de la plateforme numérique Shōnen Jump+ de la Shueisha, avec 22 chapitres publiés du 7 janvier au 18 septembre 2023,. Croyant qu'il n'avait aucune chance de devenir un dessinateur de manga professionnel en raison de son manque de compétences en dessin, il a déclaré que c'était la réponse de ses lecteurs de plus en plus nombreux qui l'avait motivé à continuer, plutôt qu'un désir personnel.
Kuwahali a déclaré qu'au début, Girl Meets Rock! était comme un test lorsqu'il l'a commencé. Mais cela a changé lorsque son personnage Hatono est devenue déprimée à cause des erreurs qu'elle avait faites lors de son premier concert et s'est relevée et a commencé à s'entraîner ; « J'ai commencé à sentir que Hatono était comme le protagoniste d'un manga shōnen. Avec ce développement, j'ai senti que les attributs du personnage redevenaient clairs. L'excitation du travail a augmenté, et j'ai eu l'impression que ce n'était pas aussi détendu qu'au début, et qu'il y avait un élément plutôt sanguin et sportif. » C'est à peu près à ce moment-là que Kuwahali a été approché par un éditeur du Shōnen Jump+ pour organiser une réunion pour faire de Girl Meets Rock!, un véritable manga sérialisé. Il hésitait en raison de son manque de compétences et parce qu'il avait déjà un emploi à temps plein, mais accepta une fois qu'il fut décidé qu'il se concentrerait sur l'écriture de l'histoire et que Tetsuo Ideuchi serait en charge de le dessiner. L'éditeur a choisi Ideuchi parce que son travail précédent, Yakyū-ba de Itadakimasu, présentait également des filles mignonnes et des scènes de la vie quotidienne. De plus, bien qu'Ideuchi n'ait aucune expérience en matière de groupes de musique, l'éditeur savait qu'il avait voyagé dans divers endroits pour faire des recherches pour son manga, il pensait donc que l'artiste serait doué pour absorber de nouvelles choses et les incorporer dans la série.

### Processus et personnages
Lorsque la sérialisation a été décidée, Kuwahali a utilisé les chapitres de sa première série sur Jump Rookie! comme base et a retravaillé le rythme de l'histore. Avec une augmentation du nombre de pages de 8 à 19, il ditt qu'il a aimé revenir en arrière et réorganiser les storyboards pour montrer les scènes qu'il avait dû retirées auparavant. Kuwahali ne planifie pas l'histoire à l'avance. Bien qu'il y ait des moments où il pense au dévelopement de l'histoire qu'il veut faire dans le futur, il ne décide pas de la manière d'y arriver et se concentre simplement sur des actions immédiates pendant qu'il dessine les storyboards. Par exemple, il n'a jamais pensé à faire revenir Yonsu au club. Sachant que le chapitre 30 serait la fin du troisième volume, il a estimé que terminer sur la discussion de Hatono avec son père serait faible, il a donc introduit un personnage inattendu avec Yonsu. Kuwahali a déclaré que la seule chose qui avait changé dans son écriture depuis le passage à Shōnen Jump+ était qu'il pensait désormais davantage à ajouter une accroche à la fin de chaque chapitre.
Bien qu'on lui dise souvent que ses personnages sont réalistes, Kuwahali a déclaré qu'il n'en était pas du tout conscient lorsqu'il écrivait, mais a suggéré que cela pourrait être dû à l'influence du manga de ses deux dessinateurs de manga préférés ; Saho Yamamoto et Shigeyuki Fukumitsu,. Il n'y a pas de modèles clairs pour ses personnages, et bien qu'il pense qu'ils sont mélangés en s'ispirant des personnes qu'il a rencontrées et de personnages d'autres œuvres, l'auteur croit en grande partie qu'il projette ses propres pensées, sa personnalité et ses expériences. Par exemple, il a admis avec embarras que la façon « légèrement effrayante » de Yonsu de demander à quelqu'un de sortir avec lui est quelque chose qu'il a réellement fait dans le passé. Le personnage principal de Hatono est en grande partie une projection de Kuwahali lui-même, et les autres personnages ont été créés en fonction de leur lien avec elle. Chacune d'entre elles a été conçue sur la base d'une première impression grossière, comme « joyeuse » ou « cool », et l'auteur a ensuite écrit des chapitres qui leur ont donné plus de dimension. Par exemple, Momo est présentée comme une fille joyeuse et énergique, mais on montre plus tard qu'elle souffre d'un traumatisme et d'un amour complexe. Un autre exemple est Rin, qui a commencé comme le personnage « cool », mais comme l'a écrit Kuwahali, il en est venu à vouloir un personnage « puissant » qui puisse faire avancer l'histoire et l'a choisie pour le rôle.
Lorsqu'il décide des chansons à inclure dans le manga, Kuwahali choisit parmi celles qu'il écoute personnellement. Il a noté que bien que Hatono ait été initialement dépeint comme un fane plutôt têtu de rock japonais qui se moquait des groupes de grandes maisons de disques, il a décidé que ce n'était pas un bon message pour les lecteurs. Il a donc consciemment sélectionné les grands groupes qu'Hatono écouterait. Kuwahali a déclaré que la raison pour laquelle il n'y a pas encore eu de chansons originales dans le manga est simplement parce qu'il veut présenter certaines de ses chansons préférées, mais que des chansons originales pourraient apparaître au fur et à mesure.

## Publication
Girl Meets Rock! est écrit par Kuwahali et dessiné par Tetsuo Ideuchi. Il est publié sur la plateforme de lecture en ligne Shōnen Jump+ depuis le 14 janvier 2024. La série est publiée sous format tankōbon à partir du 4 avril 2024. Le 4 juin 2025, 7 volumes ont été publiés au Japon.

### Liste des volumes
| 1 | 4 avril 2024      | 978-4-08-884019-2 |  |  |
| 2 | 4 juin 2024       | 978-4-08-884082-6 |  |  |
| 3 | 4 septembre 2024  | 978-4-08-884238-7 |  |  |
| 4 | 1er novembre 2024 | 978-4-08-884260-8 |  |  |
| 5 | 4 janvier 2025    | 978-4-08-884334-6 |  |  |
| 6 | 4 avril 2025      | 978-4-08-884481-7 |  |  |
| 7 | 4 juin 2025       | 978-4-08-884541-8 |  |  |
| 8 | 4 septembre 2025  | 978-4-08-884689-7 |  |  |

## Réception
En novembre 2024, la série compte plus de 36 millions de vues sur Shōnen Jump+. Elle remporte la 10e édition du Next Manga Awards dans la catégorie web en 2024. Elle est également classée dixième lors de la troisième édition des Late Night Manga Awards en 2024, organisée par le magazine Crea de Bungeishunjū. Elle s'est classée deuxième sur la liste Kono Manga ga Sugoi! de Takarajimasha des meilleurs mangas de 2025 pour les lecteurs masculins.
Satoru Shoji de Japan Anime News écrit que contrairement à la plupart des œuvres centrées sur les clubs de musique scolaires, comme K-ON! et Bocchi the Rock!, Girl Meets Rock! adopte une approche différente en décrivant les émotions et les actions réalistes des lycéens ordinaires, mais a qualifié le manga lui-même de « loin d'être ordinaire » en raison de la subversion des attentes des lecteurs sur les développements de l'intrigue à venir et pour avoir décrit les conflits des personnages sans devenir trop lourd au niveau du ton. Il cite les monologues intérieurs de Chihiro comme l'un des points forts de la série et pense que les lecteurs apprécieront « d'être à la merci » de la maître stratège Rin. Shoji a exprimé sa frustration que la version anglaise ait changé le titr original du manga de « Club de musique légère ordinaire » ; un titre qu'il a décrit comme « si profond que je pourrais écrire un article entier juste pour l'expliquer ».
Dans Brutus, Kenta Terunuma exprime son accord avec Shoji, écrivant que malgré le fait que de nombreux mangas se déroulent dans des clubs de musique légère, la caractéristique distinctive de Girl Meets Rock! est que les personnages ne visent pas à faire leurs débuts professionnels ou à gagner un concours, et qu'aucun événement dramatique ne se produit. Cependant, il explique qu'il ne s'agit pas simplement d'une œuvre réconfortante, car l'histoire d'ensemble se concentre sur le drame humain caché dans les petits événements de la vie au lycée.
La chanson « Riyū Naki Hankō » de A Flood of Circle (ja) est devenue virale après avoir été incluse dans Girl Meets Rock!. Le leader du groupe Ryosuke Sasaki a attribué cela à l'aide apportée à la vente de billets pour le concert du groupe en août 2024 au Hibiya Open-Air Concert Hall (ja). Parmi les autres groupes qui sont des fans reconnus de la série figurent Acidman (ja), Ado, Kana-Boon (ja), Kyuso Nekokami (ja) et Hump Back (ja), qui ont tous prêté leur nom à une affiche de novembre 2024 faisant la promotion du manga.

### Œuvres
Édition japonaise
1. 1 2  (ja) « ふつうの軽音部 1 », sur Shueisha (consulté le 9 janvier 2025)
2. 1 2  (ja) « ふつうの軽音部 2 », sur Shueisha (consulté le 9 janvier 2025)
3. 1 2  (ja) « ふつうの軽音部 3 », sur Shueisha (consulté le 9 janvier 2025)
4. 1 2  (ja) « ふつうの軽音部 4 », sur Shueisha (consulté le 9 janvier 2025)
5. 1 2  (ja) « ふつうの軽音部 5 », sur Shueisha (consulté le 9 janvier 2025)
6. 1 2  (ja) « ふつうの軽音部 6 », sur Shueisha (consulté le 18 février 2025)
7. 1 2  (ja) « ふつうの軽音部 7 », sur Shueisha (consulté le 19 avril 2025)
8. 1 2  (ja) « ふつうの軽音部 8 », sur Shueisha (consulté le 17 juillet 2025)